# Exorista japonica
Exorista japonica är en tvåvingeart som först beskrevs av Townsend 1909.  Exorista japonica ingår i släktet Exorista och familjen parasitflugor. Inga underarter finns listade i Catalogue of Life.